# Henri Mahagne
Henri Mahagne, né le 20 octobre 1879 à Cahuzac-sur-Adour (Gers) et mort le 19 octobre 1954 à Nogaro (Gers), est un homme politique français.

## Biographie
Négociant, maire de Nogaro, il est député du Gers de 1932 à 1936, siégeant sur les bancs radicaux.

## Sources
- « Henri Mahagne », dans le Dictionnaire des parlementaires français (1889-1940), sous la direction de Jean Jolly, PUF, 1960 [détail de l’édition]